# 해리슨강

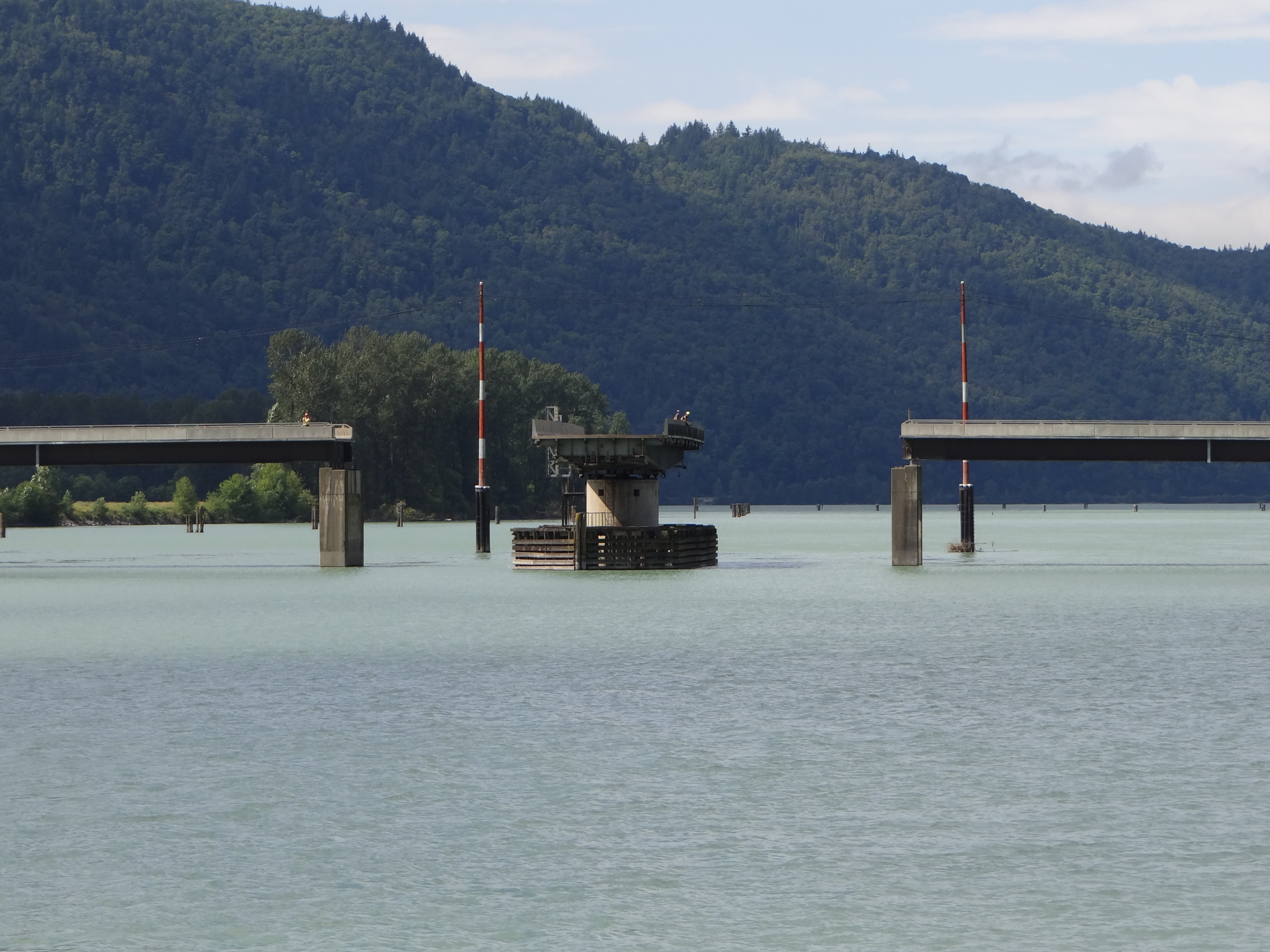

해리슨강은 캐나다의 강으로서 거의 대부분의 강이 항해 가능하다. 처음에는 금광을 캐러 모여든 사람들이 모여들며 강이 본격적으로 운송 수단으로 쓰이게 되었다. 해리슨 호를 향하여 아랫쪽으로 흘러가며 대부분의 지역은 숲이 밀집해 있는 협곡이다.
수륙 교통과 예전에 마차가 지나다니던 길과도 모두 통한다. 인근에는 브리티시 콜럼비아 주와 켄트 지방이 있으며 이들 지역을 두루 거친다.